# Nonexistence
Nonexistence ist ein österreichisches Melodic-Black-Metal/Death-Doom-Projekt, das seit 2002 aktiv ist.

## Bandgeschichte
Das Ein-Mann-Projekt gründete sich im Jahr 2002 in Graz. Zuvor spielte Philip Santoll in mehreren Thrash-Metal-, Doom-Metal- und Black-Metal-Bands, die aber bis auf die Grazer Black-Metal-Band Asmodeus kaum überregionale Erfolge verzeichnen konnten. Über die Jahre 2003 bis 2005 hinweg arbeitete Santoll an einem Debütalbum, welches in einem improvisierten „Home-Studio“ aufgenommen wurde. Nachdem die Aufnahmen für Nihil überwiegend abgeschlossen waren, begab Santoll sich 2006 in die DB-Recording-Studios in Bled, Slowenien um das Album fertigzustellen. 2007 wurde das Album dann unter Twilight Records veröffentlicht. Es erhielt sowohl von der Presse als auch von Fans sehr gute Kritiken. Anschließend zog sich Santoll für die Folgejahre aus dem Showgeschäft zurück, begann aber schließlich 2010 mit der Fertigstellung der Songs für das zweite Studioalbum Antarctica. Nachdem er den finnischen Multiinstrumentalisten Tuomas Saukkonen (Before the Dawn, Black Sun Aeon), als Produzent für das Folgealbum zu Nihil gewinnen konnte, begannen die beiden im darauffolgenden Jahr mit den Aufnahmen. Auf dem Album Antarctica wirkte Saukkonen als Gastmusiker mit und übernahm neben der Produktion des Albums auch den Bass und das Schlagzeug sowie den Gesang für die erste Strophe des Songs „Starless Aeons“. Anschließend begab sich Santoll auf die Suche nach einem neuen Label, das sich mit dem Extreme-Metal-Label Candlelight Records fand.
Am 25. März 2013 erschien dann Antarctica, welches von Tuomas Saukkonen produziert und in den finnischen Onemanarmy Studios in Kouvola aufgenommen wurde. Das Album handelt wie bereits Nihil überwiegend von Santolls Leidenschaft dem Kosmos, sowie existenziellen Grenzfragen und tief melancholischen Seelenlandschaften.
Das Album erhielt sehr gute und teilweise herausragende Kritiken; Moritz Grütz vergab für das Webzine Metal1.info 9,5 von 10 möglichen Punkten und bezeichnete es als "beeindruckendes Album [...] das Lust auf mehr macht".
In den Jahren 2014 und 2016 trat Nonexistence erstmal live in Erscheinung und spielte einige Konzerte innerhalb Österreichs, unter anderem als Support für die schwedische Band Deathstars und die finnische Band In The Woods..., wobei Santoll hierbei von ehemaligen und aktuellen Musikern seiner vorherigen Band Asmodeus unterstützt wurde.

## Stil
Bei der stilistischen Einordnung von Nonexistence sind sich die Kritiker unschlüssig. Santoll selber ordnet sich dem „Cosmic Doom Black Metal“ zu, was vor allem am Einsatz von atmosphärischen Keyboards liegt. Er bewegt sich zwischen Melodic Black Metal, Gothic Metal und Death Doom Metal. Bestimmende Elemente sind die „todtraurigen“ Gitarrenleads, schwere Rhythmusgitarren und harmonische Keyboards. Der Gesang wechselt zwischen kreischend, krächzenden Screams bis zu tiefen Growls. Klargesang kommt nur selten zum Einsatz. Das Schlagzeug ist geprägt von schnellen Tempowechseln. Es variiert zwischen langsam, schleppendem Rhythmen und schnellen Blastbeats die mit Doublebass kombiniert werden.
Vergleichbare Künstler sind Summoning, Faal, The Eternal, frühe Novembers Doom und Katatonia Veröffentlichungen, Dimmu Borgir und das Frühwerk der Band Arcturus. Als Inspiration nannte Santoll in einem Interview mit dem Webzine Metal.de Künstler und Bands wie Ozzy Osbourne, Black Sabbath und Paradise Lost, aber auch Bands die stilistisch außerhalb des Doom Metals zu finden sind. Darunter Black Label Society, Porcupine Tree, The Black Seeds oder auch Static-X.

## Diskografie
- 2007: Nihil (Album, Twilight Records)
- 2013: Antarctica (Album, Candlelight Records)